# Antoni Krauze
Antoni Krauze (Varsó, 1940. január 4. – 2018. február 14.) lengyel filmrendező, forgatókönyvíró.

## Filmjei
- Licytacja (1963, rövidfilm, rendező)
- Za parawanem (1964, dokumentum-rövidfilm, rendező)
- Pytam czy przegrales (1965, rövidfilm, rendező)
- Skok (1966, dokumentum-rövidfilm, rendező)
- Grzesiek (1966, rövidfilm, rendező, forgatókönyvíró)
- W niedzielę (1967, dokumentum-rövidfilm, rendező, forgatókönyvíró)
- Można lądować (1967, rendező)
- Konflikty (1967, dokumentumfilm, rendező, forgatókönyvíró)
- Cudów nie ma (1968, dokumentum-rövidfilm, rendező, forgatókönyvíró)
- Jesli ujrzysz kota (1971, rövidfilm, forgatókönyvíró)
- Monidło (1971, tv-rövidfilm, rendező, forgatókönyvíró)
- Piżama (1971, tv-rövidfilm, rendező, forgatókönyvíró)
- Meta (1971, tv-film, rendező, forgatókönyvíró)
- Palec boży (1973, rendező, forgatókönyvíró)
- Strach (1975, rendező)
- Zaklęty dwór (1976, tv-film, rendező, forgatókönyvíró)
- Podróż do Arabii (1980, rendező, forgatókönyvíró)
- Parti gyertyafénynél (Party przy świecach) (1980, tv-film, rendező)
- Stacja (1981, tv-film, rendező)
- Prognózis (Prognoza pogody) (1983, rendező, forgatókönyvíró)
- Dziewczynka z hotelu Excelsior (1988, rendező)
- Co się należy prawdzie (1990, tv-film, rendező)
- Czyny i rozmowy (1991, tv-film, rendező)
- Akwarium (1996, rendező, forgatókönyvíró)
- Szwed z Wesela, czyli niezdrowo i romantycznie (1998, dokumentum-rövidfilm, rendező, forgatókönyvíró)
- Idąc, spotykając (1999, tv-dokumentumfilm, rendező, forgatókönyvíró)
- Dlatego zrobiłem film (2001, dokumentumfilm, rendező, forgatókönyvíró)
- W jednym – o przyjaźni, miłości i śmierci Janiny Garyckiej (2003, dokumentum-rövidfilm, rendező, forgatókönyvíró)
- Do Potomnego (2004, rendező, forgatókönyvíró)
- STS (2004, dokumentumfilm, rendező, forgatókönyvíró)
- Fekete csütörtök (Czarny czwartek. Janek Wisniewski padl) (2011, rendező)
- Smoleńsk (2016, rendező, forgatókönyvíró)